# Cheilosoria tenuifolia
Cheilosoria tenuifolia là một loài thực vật có mạch trong họ Adiantaceae. Loài này được (Burm. f.) Trev. miêu tả khoa học đầu tiên năm 1877.